# Piñero (película)
Piñero es una película biográfica estadounidense de 2001 sobre la turbulenta vida del poeta y dramaturgo nuyoricano Miguel Piñero, protagonizada por Benjamin Bratt como personaje principal. Fue escrita y dirigida por el cineasta cubano León Ichaso, se estrenó en el Festival Mundial de Cine de Montreal el 31 de agosto de 2001 y luego recibió un estreno limitado en cines de los Estados Unidos el 13 de diciembre de 2001.

## Trama

### Sinopsis
El filme está basado en hechos reales, en concreto en los momentos más destacadas de la vida y obra de una de las figuras latinas más representativas de todos los tiempos, el intérprete y poeta-dramaturgo Miguel Piñero. Sus creaciones están consideradas como un preámbulo de lo que en el futuro acabó desembocando en el surgimiento de diversos estilos musicales, tales como el hip-hop y el rap.
Tras vivir a lo largo de varios años en la conflictiva zona de Sing-Sing, un territorio en el que el mercado del narcotráfico, las peleas entre bandas callejeras y los atracos están a la orden del día, el protagonista acaba entre rejas en un momento de su vida que le marcaría para siempre y que se desarrolla durante el año 1974.
Una vez superados todos los conflictos que experimentó en la cárcel, el artista no pudo hacer frente al prestigio y a la trascendencia que adquirió en su tierra natal. Este hecho propició que tomara la decisión de marcharse a las regiones más inhóspitas de Nueva York, donde tuvo la ocasión de proseguir con la ajetreada vida a la que se había acostumbrado desde su infancia.

## Elenco
- Benjamin Bratt como Miguel Piñero
- Talisa Soto como Azúcar
- Giancarlo Esposito como Miguel Algarín
- Rita Moreno como la madre de Miguel
- Michael Irby como Reinaldo Povod
- Mandy Patinkin como Joseph Papp
- Griffin Dunne como agente
- Ray Santiago como Willie
- OL Duke como Paul
- Fisher Stevens como cajero del teatro público
- Tara Wilson como la novia de Tito
- Nelson Vásquez como Tito Goya